# Mister O
Mister O est une bande dessinée muette humoristique du Français Lewis Trondheim publiée en 2002 par Delcourt.

## Analyse
L'auteur s'est donné comme contrainte de reproduire durant tout l'album la même situation simple : Mister O doit franchir un ravin pour continuer sa route. De plus, cet album ne comporte aucune parole et les cases sont très petites (60 par page) ce qui donne une esthétique très particulière à l'album.

## Publication
- Delcourt (Collection Humour de rire) (2002)  (ISBN 2-84055-888-2)
- Delcourt (Collection Shampooing) (2005)  (ISBN 2-84789-890-5)

### Documentation
- Nicolas Pothier, « Bonnes O cases », BoDoï, no 52,‎ mai 2002, p. 14.